# Eriocaulon concretum
Eriocaulon concretum là một loài thực vật có hoa trong họ Cỏ dùi trống. Loài này được F.Muell. mô tả khoa học đầu tiên năm 1859.